# فرناندو أيالا
فرناندو أيالا (بالإسبانية: Fernando Ayala)‏ هو كاتب سيناريو ومخرج أرجنتيني، ولد في 2 يوليو 1920 في كوالكواي ‏ في الأرجنتين، وتوفي في 11 سبتمبر 1997 في بوينس آيرس في الأرجنتين.

## وصلات خارجية
- فرناندو أيالا على موقع IMDb (الإنجليزية)
- فرناندو أيالا على موقع ألو سيني (الفرنسية)
- فرناندو أيالا على موقع أول موفي (الإنجليزية)
- فرناندو أيالا على موقع قاعدة بيانات الأفلام السويدية (السويدية)
- فرناندو أيالا على موقع قاعدة بيانات الفيلم (الإنجليزية)
- فرناندو أيالا على موقع كينوبويسك (الروسية)